# Cebe (Çemişgezek)
Cebe ist ein Dorf (Köy) im Landkreis Çemişgezek der türkischen Provinz Tunceli. Im Jahre 2011 lebten in Cebe 248 Menschen.